# Daniel Sus
Daniel Sus (* 4. August 1976 in Stuttgart) ist ein deutscher Komponist. 

## Biografie
Daniel Sus studierte ab 1997 Schulmusik an der Hochschule für Musik und Darstellende Kunst Mannheim und Jazz an der Musikhochschule Stuttgart. Nach seinem Abschluss begann er ein Aufbaustudium für Filmkomposition an der Filmakademie Baden-Württemberg. Nebenbei studierte er 2005 im Rahmen eines Stipendiums für ein halbes Jahr Musik an der Australian Film TV & Radio School in Sydney. Anschließend komponierte er für Kurzfilme, Dokumentationen und Spielfilme. Für seine Musik in dem von Christian Schwochow inszenierten Drama Novemberkind wurde er mit einer Vornominierung für den Deutschen Filmpreis 2009 bedacht. Für die Musik zum Film Sommer auf dem Land erhielt er 2012 den Rolf-Hans Müller Preis für Filmmusik.

## Filmografie (Auswahl)
- 2008: Novemberkind
- 2010: Nach den Jahren
- 2010: Shahada
- 2011: Sommer auf dem Land (Święta krowa)
- 2012: Der Turm
- 2013: Und morgen Mittag bin ich tot
- 2014: Bornholmer Straße
- 2015: Tatort: Borowski und der Himmel über Kiel
- 2016: Die Pfeiler der Macht
- 2017: Die Anfängerin
- 2018: Was kostet die Welt
- 2019: Nimm Du ihn
- 2020: Auf dünnem Eis
- 2021: Die Vergesslichkeit der Eichhörnchen
- 2022: Die Glücksspieler